# Jean-Claude Billong
Jean-Claude Billong (París, 28 de diciembre de 1993) es un futbolista francés que juega de defensa.

## Trayectoria
Debutó en el fútbol profesional con el modesto equipo francés del F. C. Mantes. Después jugó en el filial del New York Red Bulls y en el primer equipo del Leixões S. C. portugués.
Su carrera comenzó a prometer tras fichar por el Rudar Velenje, un equipo de la liga eslovena. Tras disputar 24 partidos y realizar dos goles con dicho club, se marchó al N. K. Maribor, el campeón esloveno, con el que disputó la fase de grupos de la Liga de Campeones de la UEFA 2017-18.
Sin embargo, en el mercado de invierno de esa temporada fichó por el Benevento Calcio de la Serie A, equipo con el que no logró la salvación.

## Clubes
| Club                    | País           | Año       |
| ----------------------- | -------------- | --------- |
| F. C. Mantes            | Francia        | ?-2013    |
| NY Red Bulls II         | Estados Unidos | 2014      |
| Leixões S. C.           | Portugal       | 2015-2016 |
| Rudar Velenje           | Eslovenia      | 2016-2017 |
| N. K. Maribor           | Eslovenia      | 2017      |
| Benevento Calcio        | Italia         | 2018-2019 |
| Foggia Calcio (cedido)  | Italia         | 2019      |
| U. S. Salernitana 1919  | Italia         | 2019-2020 |
| Hatayspor               | Turquía        | 2020-2021 |
| Clermont Foot 63        | Francia        | 2021-2022 |
| CFR Cluj                | Rumania        | 2022-2023 |
| Muangthong United F. C. | Tailandia      | 2023-2024 |
| Calcio Lecco 1912       | Italia         | 2024      |